# Отрив (Горња Гарона)
Отрив (фр. Auterive) насеље је и општина у јужној Француској у региону Миди Пирене, у департману Горња Гарона која припада префектури Мире.
По подацима из 2011. године у општини је живело 9191 становника, а густина насељености је износила 251,53 становника/km². Општина се простире на површини од 36,54 km². Налази се на средњој надморској висини од 185 метара (максималној 292 m, а минималној 165 m).

## Демографија
| 1962. | 1968. | 1975. | 1982. | 1990. | 1999. | 2011. |
| ----- | ----- | ----- | ----- | ----- | ----- | ----- |
| 3.133 | 4.445 | 5.178 | 5.436 | 5.814 | 6.531 | 9.191 |

График промене броја становника у току последњих година